# Meowth
Meowth (ニャース?, Nyāsu) è un Pokémon base della prima generazione di tipo Normale. Il suo numero identificativo Pokédex è 52. Nel contesto del franchise creato da Satoshi Tajiri, Meowth si evolve in Persian al raggiungimento di uno specifico livello.
Ideato dal team di designer della Game Freak, Meowth fa la sua prima apparizione nel 1996 nei videogiochi Pokémon Rosso e Blu e compare inoltre nella maggior parte dei titoli successivi, in videogiochi spin-off, nella serie televisiva anime, nel Pokémon Trading Card Game e nel merchandising derivato dalla serie.
Nell'anime e nel manga Dengeki! Pikachu un esemplare del Pokémon, bipede ed in grado di parlare, accompagna Jessie e James del Team Rocket.
È uno dei Pokémon assenti nei videogiochi Pokémon Rosso, Pokémon Giallo, Pokémon Oro e Oro HeartGold.
Nella settima generazione Meowth ha ricevuto una nuova forma di tipo Buio. Nell'ottava è stata introdotta un'ulteriore forma regionale di tipo Acciaio.

## Descrizione
Meowth è basato su un gatto, infatti di giorno dorme per poi diventare attivo di notte. Si aggira furtivo in cerca di oggetti rotondi e lucenti, come le monete, da cui si sente irresistibilmente attratto. Meowth si evolve in Persian al raggiungimento di uno specifico livello.
Nella settima generazione è stata introdotta la forma di Alola di Meowth, di tipo Buio. Questa si evolve in Persian forma di Alola tramite felicità. Nell'ottava generazione è stata introdotta invece la forma di Galar di Meowth, di tipo Acciaio, che si evolve in Perrserker al raggiungimento di uno specifico livello.

## Apparizioni

### Videogiochi
Nei videogiochi Pokémon Blu, Pokémon Argento, Pokémon Cristallo, Pokémon Rosso Fuoco e Verde Foglia e Pokémon Argento SoulSilver Meowth è ottenibile lungo i Percorsi dal 5 all'8.
Nelle versioni Argento, Cristallo e SoulSilver è inoltre presente nei pressi dei Percorsi 38 e 39. In Pokémon Cristallo è disponibile solamente nelle ore notturne anche lungo il Percorso 11.
Nei remake della terza generazione Meowth è disponibile in vari punti del Settipelago: lungo il Ponte Abbraccio, la Via Vulcanica e la Via Marina; all'Ingresso Canyon e nel Canyon Seption; nei pressi del Capo Estremo, della Valle Antica, della Riva del Tesoro e del Prato Quintisola.
Nel videogioco Pokémon Smeraldo è possibile riceverne un esemplare del Pokémon, all'interno del Parco Lotta, in cambio di Skitty.
In Pokémon Diamante e Perla e Pokémon Platino Meowth è presente all'interno del Giardino Trofeo.
Nei videogiochi Pokémon Nero 2 e Bianco 2 è inoltre possibile ottenere un esemplare del Pokémon dotato dell'Abilità Agitazione, tramite scambio a Sciroccopoli, se il protagonista è di sesso maschile.
In Pokémon Ranger è disponibile nella città di Autunnia.

### Anime
Meowth appare per la prima volta nel corso dell'episodio Emergenza! (Pokémon Emergency!) come membro del Team Rocket, insieme a Jessie e James. Come il Pikachu di Ash Ketchum, è presente in ogni episodio della serie animata e in tutti i lungometraggi. Questo Pokémon si differenzia dagli altri esemplari della specie per la capacità di parlare come un essere umano e per l'abitudine di camminare eretto sulle due zampe posteriori. Nella serie animata traduce spesso i versi degli altri Pokémon per il Team Rocket o per gli altri personaggi. Inoltre detesta particolarmente il Persian di Giovanni. Nella versione originale Meowth è doppiato da Inuko Inuyama, mentre in inglese è stato inizialmente doppiato da Nathan Price, seguito da Maddie Blaustein e da Carter Cathcart. In italiano la voce di Meowth è di Giuseppe Calvetti fino alla serie Pokémon: Advanced Challenge, dove viene sostituito da Pietro Ubaldi.
In Arrivo a Iridopoli (Like a Meowth to Flame!) è presente un altro esemplare di Meowth di proprietà dell'allenatore Tyson, il cui aspetto ricorda il gatto con gli stivali. Sebbene sia molto più forte del Meowth del Team Rocket, questo Pokémon si rifiuta di evolversi in Persian. Durante la serie Sun & Moon, un Meowth di Alola dal carattere malizioso si unisce al Team Rocket, divenendo poi il compagno di Matori, la segretaria di Giovanni.
A partire dall'episodio Un Rotom Scatenato! il Pokémon viene chiamato "Miao". Nei titoli di coda viene erroneamente riportato come "Meo".

### Manga
Nel manga Pokémon: The Electric Tale of Pikachu è presente il Meowth del Team Rocket. Il Pokémon appare inoltre in Ash & Pikachu.
Esemplari di Meowth sono inoltre visibili nelle opere Pokémon - La grande avventura e Pokémon Manga.